# ホ・ギ・ラ・ラ
ホ・ギ・ラ・ラは2002年に公開された日本映画。

## ストーリー
----太平洋に今にも沈みそうなカプセルが漂っている。

その中に乗っているのはひとりの少年。

彼は記憶を失った状態で眠らされていた。

溺れる間際で目が醒めた少年は自力で島までたどりつく。

そこで出会ったのは、ホギララという国の言葉をしゃべる青年カヌ ララだった。

カヌララは少年の記憶がないことを知ると、ヌラという名前をつけた。

ヌラはその日からホギララの住民になった。

カヌララから仲間を紹介され驚いたのは全員が子供だったことだ。

ヌラは、子供達に勇気づけられながら島の生活にとけこんでいく。 

ある日、小さな女の子エビィが死んだ。

歌のうまい可愛い女の子だったが、全身に赤い斑点ができ、口から大量の血を吐いて死んでしまったのだ。

カヌララにも赤い斑点が浮んでいた。ヌラは慌てて自分の身体を調べた。赤くはないが斑点はある。

そして、ヌエは「おまえにはまだ時間がある。

俺の代わりに島を守れるように頑張れ」とカヌララ言われるのである。

キララという女性がいる。ホギララでは母親の役割を担っている。

実際にカヌララの子供を産んでもいたが、今度はヌラの子供を産むという。

儀式は次の満月の晩と決まった。ヌラはキララの気持ちがわからなかった。

なぜキララは僕の子供を産むのだろう？

なぜこの島は子供しかいないのだろう？

みんなの親はどこにいるのだろう？

そして自分の親はどこに…。

そんなとき、島に侵入者が現れた。ヌラはカヌララ達と共に戦って侵入者達を殺したが、ヌラの甘い 判断がもとでカヌララは重傷を追ってしまう。ヌラは、死ぬ間際に侵入者が言った「おまえ達は日本人 だ」という言葉に何か引っかかるものを感じる。

満月の晩がやってきた。カヌララが死地を脱したので、儀式は予定どおり行われることになったのだ 。ヌラとキララの神秘的な儀式が泉の中で行われた。キララは確信した。ヌラの子供が宿ったことを… 。その儀式の直後、カヌララが突然狂ったように暴れだした。そして大量の血を吐きながら、最後に「 日本を消せ」という言葉を残して死んでしまうのである。

「ホギララを守れるのはあなたしかいない」、呆然とするヌラにキララは言った。キララの言葉はヌ ラには重たすぎた。 

侵入者とカヌララが言った「日本」という国名。

ヌラは、ついに侵入者達が乗ってきたボートをみつけだし、１人で島から脱走したのだった。地図も水も食料もなく、不安と孤独に押しつぶされそうになりながらも、ヌラは進み続ける。

そんなとき、ヌラは自分が乗っていたものと同じカプセルが漂流しているのを発見する。 

ヌラはカプセルの中で眠っている少女を助け出した。

ヌラはそっと少女の身体を点検した。やはり赤い斑点があった。

このときヌラは理解した。ホギララの子供達は全員「日本に捨てられた」ことを。赤い斑点の病気を持ったために祖国から捨てられた…。 

目を覚ました少女はやはり記憶を失っていた。

心細さに涙する少女を、ヌラはしっかりと抱きしめる。

そしてハンドルを切った。進む方向は、そう、ホギララだ。

## 出演
- カヌララ：松尾光次（DOGGY BAG）
- キララ：緒川たまき
- ヌラ：落合扶樹（現：落合モトキ）
- ミラン：嶋沙沙耶香
- ヨマ：松尾雄一（DOGGY BAG）
- マイトム：木下周
- キプル：佐保祐樹
- サンジュ：石神国子（現：石原さとみ）
- エヴィ：坂野真弥
- MIYA：坂上忍
- RIKU：四方堂亘
- トシ：SUGIZO
- ユキ：原日出子

## スタッフ
- 製作：馬上伸一
- 監督：雑賀俊郎
- 脚本:坂上也寸志

## 主題歌
Cosmo Miu Miu（坂本美雨、ワーナーミュージック・ジャパン）